# Acrophasmus butleri
Acrophasmus butleri är en stekelart som beskrevs av Marsh 1968. Acrophasmus butleri ingår i släktet Acrophasmus och familjen bracksteklar. Inga underarter finns listade i Catalogue of Life.